# Eremophila alpestris
La alondra cornuda (Eremophila alpestris) es una especie de ave paseriforme de la familia Alaudidae que vive en Eurasia, Norteamérica y el norte de África.

## Descripción
Sus partes superiores son de color pardo grisáceo, y las inferiores son blanquecinas, y presenta un patrón facial en negro y amarillo. El fondo del rostro es amarillo claro, que contrasta con las franjas negras que lo atraviesan y bordean. Presenta una franja loral negra que se prolonga curvándose hacia abajo al llegar a los ojos. También tiene una lista que rodea lateral y frontalmente su píleo marrón que en los machos en verano se prolonga con dos pequeños penachos hacia atrás a modo de cuernos, que dan a esta especie su nombre. Además tienen una ancha franja en forma de media luna tumbada en la parte superior del pecho. Estados Unidos tiene razas que se distinguen por el patrón de coloración de la cara y el color de fondo de los machos, sobre todo en verano. La raza de las montañas del sur de Europa, Eremophila alpestris penicillata es más gris por encima y el amarillo del patrón de la cara se sustituye por blanco.
Las vocalizaciones son ceceos o tintineos agudos y débiles. E canto, ya en vuelo como es común entre las alondras, consta de algunos gorjeos, seguidos de un trino ascendente.

## División
La alondra cornuda fue descrita científicamente por Carlos Linneo en 1758, y clasificada en el género Alauda. Posteriormente fue trasladada al género Eremophila. Según los análisis genéticos existen seis clados en la especie, lo que podría originar la separación en el futuro en sendas especies.
Se reconocen las siguientes subespecies:
- E. a. arcticola (Oberholser, 1902) - se extiende desde el norte de Alaska a la Columbia Británica;
- E. a. hoyti (Bishop, 1896) - ocupa el norte de Canadá;
- E. a. alpestris (Linnaeus, 1758) - está presente en el este de Canadá;
- E. a. merrilli (Dwight, 1890) - se encuentra en la costa occidental de Canadá y Estados Unidos;
- E. a. strigata (Henshaw, 1884) - se extiende por las regiones costeras desde el sur de la Columbia Británica a Oregón;
- E. a. alpina (Jewett, 1943) - localizada en las montañas del oeste de Washington;
- E. a. lamprochroma (Oberholser, 1932) - se encuentra en las montañas interiores del oeste de Estados Unidos;
- E. a. leucolaema Coues, 1874 - se encuentra desde el sur de Alberta hasta el centro de Estados Unidos;
- E. a. enthymia (Oberholser, 1902) - se extiende del interior meridional de Canadá hasta Oklahoma y Texas;
- E. a. praticola (Henshaw, 1884) - se encuentra en el sureste de Canadá, noreste y este de Estados Unidos;
- E. a. sierrae (Oberholser, 1920) - ocupa las montañas del noreste de California;
- E. a. rubea (Henshaw, 1884) - localizada en el centro de California;
- E. a. utahensis (Behle, 1938) - está presente en las montañas del centro occidental de Estados Unidos
- E. a. insularis (Dwight, 1890) - ocupa las islas costeras del sur de California;
- E. a. actia (Oberholser, 1902) - se encuentra en las montañas costeras del sur de California y la península de Baja California;
- E. a. ammophila (Oberholser, 1902) - se encuentra en los desiertos del sureste dey  California y el sudoeste de Nevada;
- E. a. leucansiptila (Oberholser, 1902) - ocupa los desiertos del sur de Nevada, el oeste de Arizona y el noroeste de México;
- E. a. occidentalis (McCall, 1851) - se encuentra desde el norte de Arizona al centro de Nuevo México;
- E. a. adusta (Dwight, 1890) - se localiza en el sur de Arizona y el sur de Nuevo México, llegando al norte de México;
- E. a. enertera (Oberholser, 1907) - centro de Baja California (México)
- E. a. giraudi (Henshaw, 1884) - regiones costeras de sur de EE. UU. y noreste de México;
- E. a. aphrasta (Oberholser, 1902) - se encuentra en Chihuahua y Durango;
- E. a. lactea Phillips, AR, 1970 - localizada en Coahuila;
- E. a. diaphora (Oberholser, 1902) - se extiende desde el sur de Coahuila al noroeste de Puebla;
- E. a. chrysolaema (Wagler, 1831) - ocupa el centro de México de este a oeste;
- E. a. oaxacae (Nelson, 1897) - localizada en el sur de México
- E. a. peregrina (Sclater, PL, 1855) - se encuentra en Colombia;
- E. a. flava (Gmelin, JF, 1789) - se extiende el norte de Europa al norte de Asia;
- E. a. brandti (Dresser, 1874) - se extiende desde el sudeste de la Rusia europea al oeste de Mongolia y norte de China;
- E. a. atlas (Whitaker, 1898) - se encuentra en Marruecos;
- E. a. balcanica (Reichenow, 1895) - ocupa el sur de los Balcanes y Grecia;
- E. a. kumerloevei Roselaar, 1995 - se encuentra en oeste y centro de Asia Menor;
- E. a. penicillata (Gould, 1838) - se encuentra en el este de Turquía y Cáucaso hasta Irán;
- E. a. bicornis (Brehm, CL, 1842) - se localiza en del Líbano a Israel y la frontera de Siria;
- E. a. albigula (Bonaparte, 1850) - se encuentra en el noreste de Irán y Turkmenistán hasta el noroeste de Pakistán;
- E. a. argalea (Oberholser, 1902) - ocupa el extremo occidental de China;
- E. a. teleschowi (Przewalski, 1887) - se encuentra en el oeste y centro occidental de China, en el pasado se consideró una especie separada, la alondra de Przewalski (Eremophila teleschowi);
- E. a. przewalskii (Bianchi, 1904) - ocupa el norte de Qinghai
- E. a. nigrifrons (Przewalski, 1876) - localizada en el noreste de Qinghai;
- E. a. longirostris (Moore, F, 1856) - se extiende por el noreste de Pakistán y el Himalaya occidental;
- E. a. elwesi (Blanford, 1872) se encuentra en el sur y este de la meseta tibetana;
- E. a. khamensis (Bianchi, 1904) - está presente en el suroeste y sur de China.

El nombre específico, alpestris, procede del latín y significa «de las montañas altas», por los Alpes.

## Distribución y hábitat

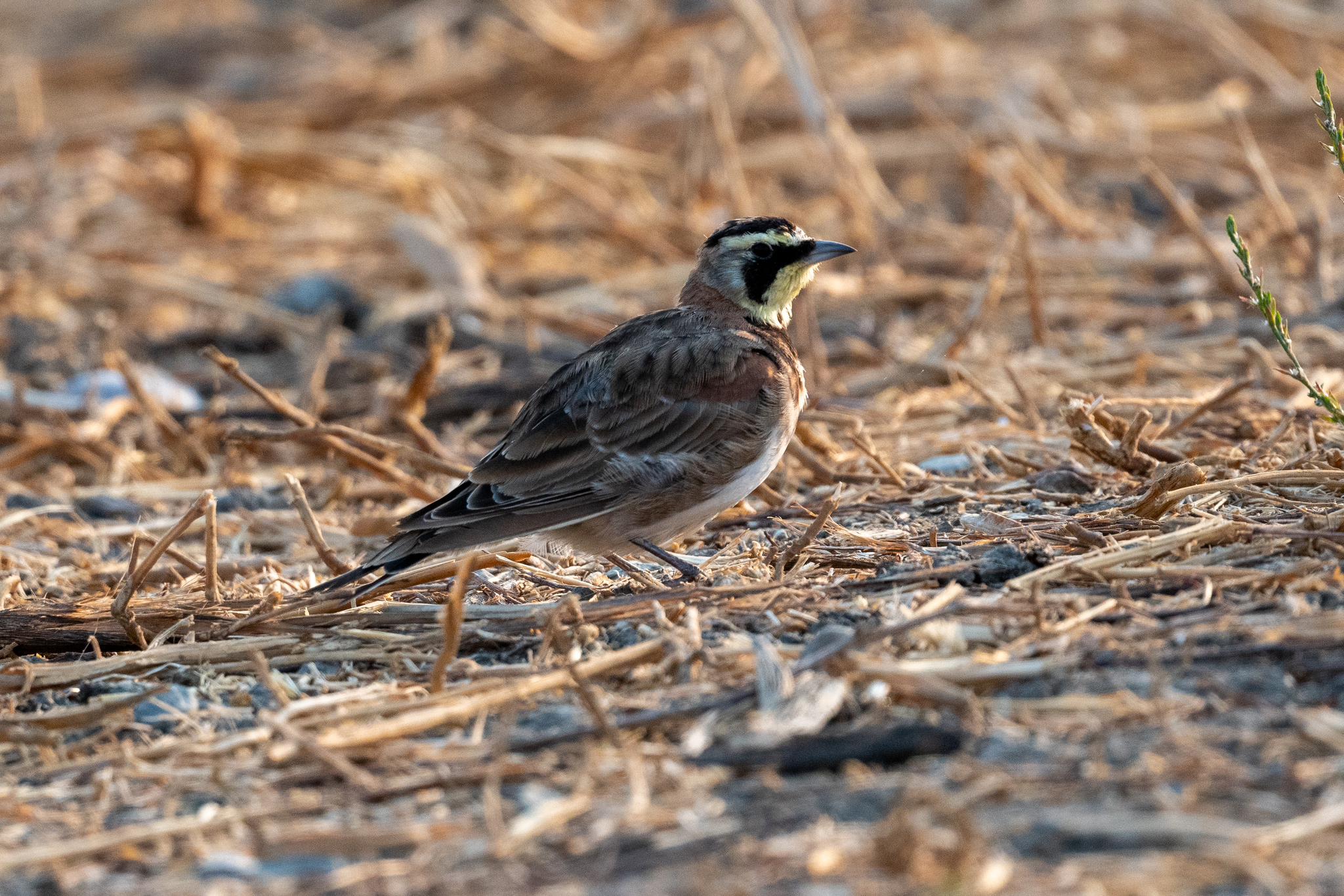
Eremophila alpestris in California.

Cría en montañas sobre el límite del bosque, en páramos alpinos y terrenos secos y pedregosos. Se encuentra en gran parte de América del Norte desde el sur de alto Ártico hasta el Istmo de Tehuantepec, al norte de Europa y Asia y en las montañas del sureste de Europa. En el extremo norte de Europa habita en la tundra a nivel del mar. Hay también una población aislada en el altiplano Cundiboyacense, en el centro de Colombia (Eremophila alpestris peregrina).
Es un ave de campo abierto. En Eurasia se reproduce por encima de la línea de árboles en las montañas y en el extremo norte. En la mayoría de Europa, en invierno permanece con frecuencia al nivel del mar. En Estados Unidos, donde no hay otras alondras, también se encuentran en campos agrícolas, en las praderas, en desiertos, campos de golf y aeropuertos.

## Comportamiento

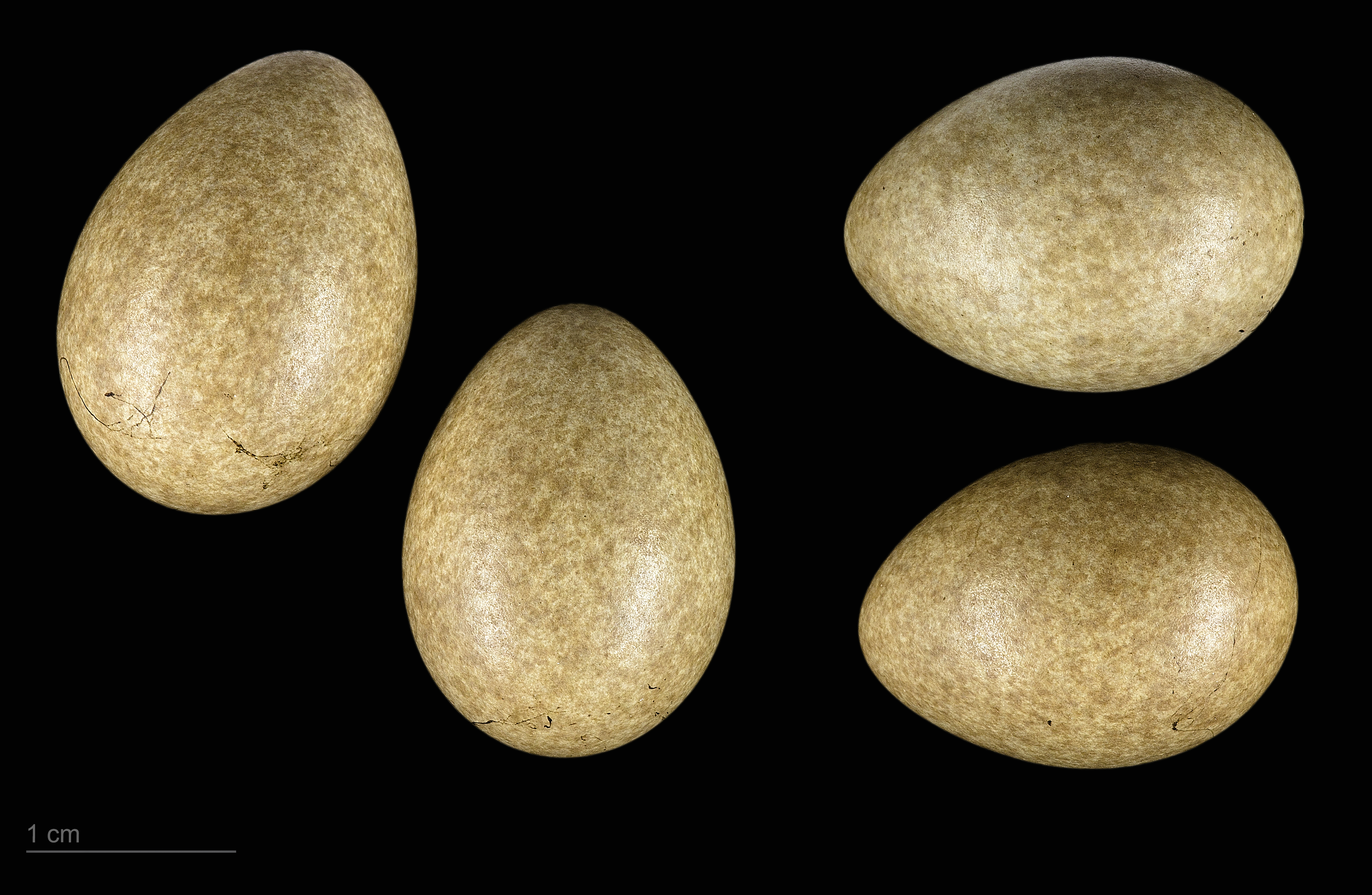
Eremophila alpestris flava - MHNT

El nido está en el suelo, con 2-5 huevos que son puestos. Se alimenta de semillas y complementa su dieta con insectos en la época de reproducción.